# 광녀
"광녀"는 1975년에 개봉한 대한민국의 영화이다.

## 캐스팅
- 박노식 : 박동식 역
- 문오장
- 장혁
- 박근형 : 광일 역
- 최성호
- 여수진 : 순옥 역
- 채영
- 장동휘